# Kšinská kotlina
Kšinianská kotlina je geomorfologickou částí Nitrických vrchů.

## Vymezení
Území zabírá severozápadní okraj Nitrických vrchů, tvořících podcelek na jihu Strážovských vrchů. Západním směrem pokračují Strážovské vrchy částí Kňaží stôl (podcelek Zliechovské hornatiny), Nitrické vrchy navazují částmi Suchý na severu a východě a Rokošské predhorie na jihu. Jihozápadním okrajem sousedí s Bánovskou pahorkatinou, která je výběžkem Podunajské pahorkatiny.

## Osídlení
V centrální části kotliny leží obec Kšinná, která dala jméno i této části Strážovských vrchů. Severněji se nachází bývalá samostatná obec, dnes místní část Závada pod Čiernym vrchom, jihovýchodně od Kšinné je malá osada Rakovec. Přístup do kotliny umožňuje silnice III/1831 z Uhrovce.

## Ochrana území
Tato část pohoří leží mimo Chráněné krajinné oblasti Strážovské vrchy a nenachází se zde ani žádná zvláště chráněná lokalita.

## Turismus
Kotlina a obec Kšinná je východiskem turistických tras na okolní pohoří. Západním směrem k rozcestí Dráhy vede  žlutá značka,  modrá vede severním směrem do lokality Kajtárové, kde je vedle chaty též lyžařský vlek.  Zelenou trasou vede přístup z Kšinné východním směrem na hlavní hřeben Nitrických vrchů a na Kšinianskou poľanu, ze Závady je zelenou barvou značený chodník na rozcestí pod Capárkou.